# 刘成昆
刘成昆（1979年—），中国山东人，原《时代周报》财经记者。2018年因在微信公众号发表小说《出乌兰记》被指影射伊利集团董事长潘刚涉嫌贪腐和外逃被内蒙古警方从北京跨省抓捕，2018年10月，刘成昆被以寻衅滋事罪判刑8个月。
刘成昆在个人微信公众号“天禄财经”上连载小说《出乌兰记》后，伊利集团向呼和浩特公安机关报案，该公司董事长潘刚在书面报案材料中写道：“不实文章谣传我被有关部门带走调查并‘失联’的情况纯属捏造，恶意诽谤。”刘成昆被内蒙古警方跨省抓捕后不久，中国官媒新华社立即发表了《网络自媒体不是‘法外之地’ ——邹光祥、刘成昆涉嫌诽谤罪案件追踪》一文。新华社在报道中称，刘成昆就与同行商量通过曝光企业老板“黑料”以赚取广告费。
内蒙古公安跨省抓捕刘成昆后，伊利股票随即大跌，2018年4月27日，伊利开盘集合竞价阶段股价已从29.2元跌到27.9元，接近跌停。至于公众关心的董事长潘刚的去向，伊利集团发布的公告并未透露消息，2017年年报的审议董事会议仍然以通讯方式举行。刘成昆代理律师指，创作小说不构成犯罪，刘成昆被跨省抓捕的消息在中国网络上引发热议，网民联想到中共中央总书记习近平的父亲習仲勋，曾经因给小说《刘志丹传》做序，被指“利用小说反党”。与此同时，伊利的产品遭到了中国网民的抵制。刘成昆在法庭上提到警察对其脱光搜身，连续提审一周让其上官媒央视认罪，精神面临崩溃。2018年10月24日，内蒙古自治区呼和浩特市回民区法院以“寻衅滋事罪” 分别判处邹光祥和刘成昆一年和八个月刑期。记者无国界组织呼吁中国当局立即释放这两名财经记者，无国界记者东亚办事处执行长艾玮昂（Cédric Alviani）说，“这两名新闻工作者只是恪守职责，将重要信息带给公众。他们为此失去自由，这着实骇人听闻。”